# Dhanakaul Purba
Dhanakaul Purba (en népalais : धनकौल पुर्व) est un comité de développement villageois du Népal situé dans le district de Sarlahi. Au recensement de 2011, il comptait 7 906 habitants.